# Tsui Lap-Chee
Tsui Lap-Chee, OC (chinês: 徐立之, pinyin: Xú Lìzhī; Shanghai, 31 de dezembro de 1950) é um geneticista canadense nascido em Hong Kong.
Em 2012 foi registrado no Canadian Medical Hall of Fame.